# Арочукву
Арочукву (англ. Arochukwu), іноді Арочуку (англ. Arochuku) або Аро-Окігбо (англ. Aro-Okigbo) — третє за величиною місто нігерійського штату Абія (після Аби та Умуахії).
Площа — 524 км2. Чисельність населення — 24 445 осіб (станом на 2012 рік).
Арочукву є центром етнічної території Ігболенд, а також батьківщиною аро — етнографічної групи народу Ігбо. За часів британського панування місто було одним із центрів протекторату Південна Нігерія.
Назва міста «Арочукву» перекладається з мови ігбо як «Спис Бога» («Aro» — спис та «Chukwu» — Бог).

## Клімат
Місто знаходиться у зоні, котра характеризується мусонним кліматом. Найтепліший місяць — березень із середньою температурою 27.9 °C (82.2 °F). Найхолодніший місяць — серпень, із середньою температурою 25.1 °С (77.2 °F).
| Клімат Арочукву         | Клімат Арочукву | Клімат Арочукву | Клімат Арочукву | Клімат Арочукву | Клімат Арочукву | Клімат Арочукву | Клімат Арочукву | Клімат Арочукву | Клімат Арочукву | Клімат Арочукву | Клімат Арочукву | Клімат Арочукву | Клімат Арочукву |
| Показник                | Січ.            | Лют.            | Бер.            | Квіт.           | Трав.           | Черв.           | Лип.            | Серп.           | Вер.            | Жовт.           | Лист.           | Груд.           | Рік             |
| Середня температура, °C | 26,2            | 27,7            | 27,9            | 27,5            | 26,8            | 25,9            | 25,2            | 25,1            | 25,5            | 26              | 26,3            | 25,9            | 26,3            |
| Норма опадів, мм        | 21.2            | 43.6            | 121.3           | 184.6           | 253.9           | 338.1           | 379.2           | 323.3           | 372.6           | 278.5           | 98.1            | 24.1            | 2438.5          |
| Днів з опадами          | 2,3             | 4               | 8,8             | 12,4            | 15,9            | 18,3            | 20,9            | 21,5            | 22,1            | 17,7            | 6               | 2,2             | 152,1           |
| Вологість повітря, %    | 72              | 72              | 75.3            | 79              | 82              | 83.9            | 85.4            | 85.3            | 84.3            | 84              | 82.3            | 76.4            | 80.2            |
| ----------------------- | --------------- | --------------- | --------------- | --------------- | --------------- | --------------- | --------------- | --------------- | --------------- | --------------- | --------------- | --------------- | --------------- |
| Джерело: Weatherbase    |                 |                 |                 |                 |                 |                 |                 |                 |                 |                 |                 |                 |                 |

## Персоналії
- Алван Ікоку — нігерійський освітянин, громадський діяч та політик
- Нванкво Кану — футболіст, нападник клубу «Портсмут»
- Чиді Імо — легкоатлет, призер Олімпійських ігор
- Ннамді Удо — керівник нігерійського агентства з управління повітряним простором